# Atelier Elvira
 (avril 2023).
La mise en forme du texte ne suit pas les recommandations de Wikipédia : il faut le « wikifier ».
Les points d'amélioration suivants sont les cas les plus fréquents. Le détail des points à revoir est peut-être précisé sur la page de discussion.
- Les titres sont pré-formatés par le logiciel. Ils ne sont ni en capitales, ni en gras.
- Le texte ne doit pas être écrit en capitales (les noms de famille non plus), ni en gras, ni en italique, ni en « petit »…
- Le gras n'est utilisé que pour surligner le titre de l'article dans l'introduction, une seule fois.
- L'italique est rarement utilisé : mots en langue étrangère, titres d'œuvres, noms de bateaux, etc.
- Les citations ne sont pas en italique mais en corps de texte normal. Elles sont entourées par des guillemets français : « et ».
- Les listes à puces sont à éviter, des paragraphes rédigés étant largement préférés. Les tableaux sont à réserver à la présentation de données structurées (résultats, etc.).
- Les appels de note de bas de page (petits chiffres en exposant, introduits par l'outil «  Source ») sont à placer entre la fin de phrase et le point final[comme ça].
- Les liens internes (vers d'autres articles de Wikipédia) sont à choisir avec parcimonie. Créez des liens vers des articles approfondissant le sujet. Les termes génériques sans rapport avec le sujet sont à éviter, ainsi que les répétitions de liens vers un même terme.
- Les liens externes sont à placer uniquement dans une section « Liens externes », à la fin de l'article. Ces liens sont à choisir avec parcimonie suivant les règles définies. Si un lien sert de source à l'article, son insertion dans le texte est à faire par les notes de bas de page.
- La présentation des références doit suivre les conventions bibliographiques. Il est recommandé d'utiliser les modèles {{Ouvrage}}, {{Chapitre}}, {{Article}}, {{Lien web}} et/ou {{Bibliographie}}. Le mode d'édition visuel peut mettre en forme automatiquement les références.
- Insérer une infobox (cadre d'informations à droite) n'est pas obligatoire pour parachever la mise en page.

Pour une aide détaillée, merci de consulter Aide:Wikification.
Si vous pensez que ces points ont été résolus, vous pouvez retirer ce bandeau et améliorer la mise en forme d'un autre article.

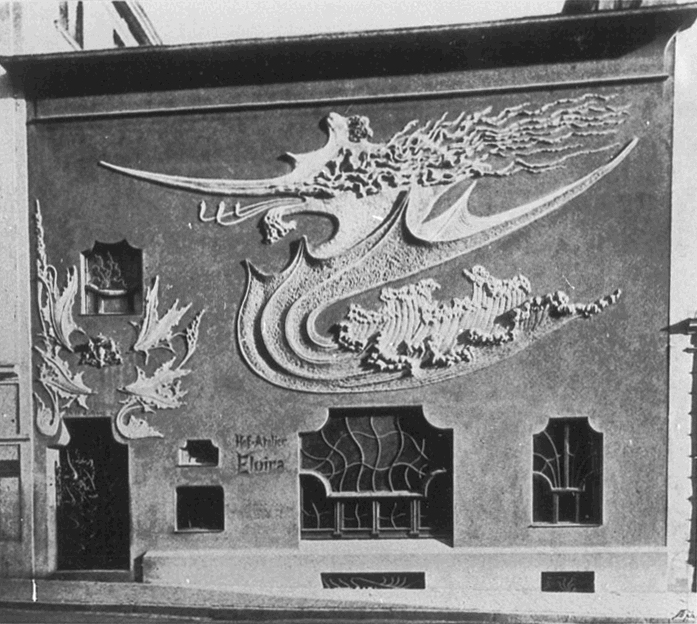
Façade de l'Atelier Elvira à Munich, situé au 15 Von-der-Tann-Strasse, avec ses caractéristiques art nouveau

L' Atelier Elvira (Hofatelier Elvira de son nom officiel allemand) également connu sous l'appellation de Salon Elvira était un studio de photographie fondé à Munich par la juriste et actrice Anita Augspurg et son amie photographe Sophia Goudstikker. Remarquable à plus d'un titre, ce studio est la première entreprise fondée par des femmes en Allemagne ; il participe d'ailleurs au mouvement féministe et tient une place à part dans le pays. Une succursale s'est également développée à Augsbourg à partir de 1891.

## Histoire

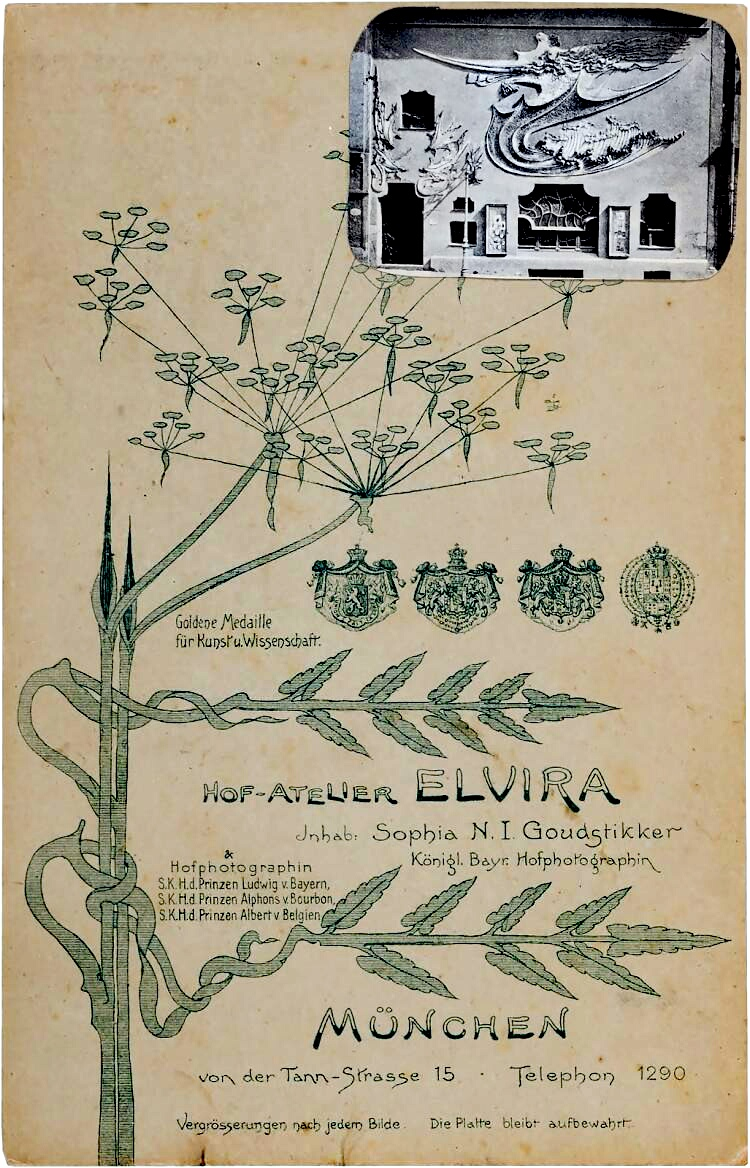
Logo (verso d'une photographie, 1904)

Bien que fondé en 1887 à Munich, l'Atelier Elvira ne s'installe dans son bâtiment iconique qu'en 1898. Conçu spécifiquement comme un studio photo, l'architecture du 15 Von-der-Tann-Strasse 15, est remarquable par ses caractéristiques du style Art nouveau. Sa façade s'en démarque et on y retrouve un projet longtemps maturé par l'architecte August Endell dont on retrouve des premiers dessins évocateurs dès 1896. Le travail d'Endell a été influencé par Victor Horta. Ses plans ont été autorisés en avril 1898 avec la remarque qu'ils étaient une « parodie de l'art du dessin ». La façade, avec son ornement en stuc rouge et doré ressemblant à un dragon sur un fond vert, a été particulièrement critiquée ; on a pu désigner sous l’appellation d'"Octopus Rococo ". Le bâtiment a pu être diversement surnommé par le grand public le "château du dragon" ou "l'ambassade de Chine". Le bâtiment de l'Atelier Elvira était dès le début un point de rencontre d'artistes. Peu de temps après l'achèvement du bâtiment pourtant le chemin des fondatrices s'est séparé. En 1907, Augspurg vendit sa part à Goudstikker, qui la loua plus tard à la jeune photographe Emma Uibleisen. Après la Première Guerre mondiale, la plupart des clients ont disparu. Quand Uibleisen mourut en 1928, il n'y eut pas de successeur.
À l'automne 1933, une unité de la Sturmabteilung (SA) , organisation paramilitaire du parti nazi, stationna dans le bâtiment. 
Plus tard, lorsque la rue Von-der-Tann-Strasse a été réaménagée en une voie d'accès principale au musée d'art Haus der Kunst, le bâtiment a été utilisé comme cantine provisoire pour les ouvriers du bâtiment. 
En 1937, "l'ornement du dragon" a été enlevé et le bâtiment devait être démoli pour faire place à un bâtiment d'arcade prévu qui n'a pas pu être réalisé pendant la Seconde Guerre mondiale.
Lors des bombardements alliés en avril 1944, le bâtiment est gravement endommagé. Après la guerre, les locaux sont acquis par l'État de Bavière, qui les cède aux États-Unis pour la construction de son nouveau consulat général des États-Unis à Munich.

## Travaux (sélection)
La renommée de l'Atelier Elvira s'est imposée au travers de nombreux portraits et l'on peut citer parmi les photographies qui font la réputation du studio celles de la féministe Helene Lange, de l'auteure et historienne Ricarda Huch, des romanciers Heinrich et Thomas Mann, de la Grande Duchesse régnante du Luxembourg Maria Anna du Portugal, la Grande Duchesse de Russie Princesse Victoria Melita de Saxe-Cobourg et Gotha, le roi Louis II de Bavière...